# قرقاول شاخ‌دار
قرقاول شاخ‌دار (نام علمی: Tragopan) نام یک سرده از زیرخانواده قرقاولیان است.

## گونه‌ها
- قرقاول شاخ‌دار غربی Tragopan melanocephalus
- قرقاول شاخ‌دار ساتیر Tragopan satyra
- قرقاول شاخ‌دار تمینیک Tragopan temminckii
- قرقاول شاخ‌دار بلایث Tragopan blythii
- قرقاول شاخ‌دار کبوت Tragopan caboti

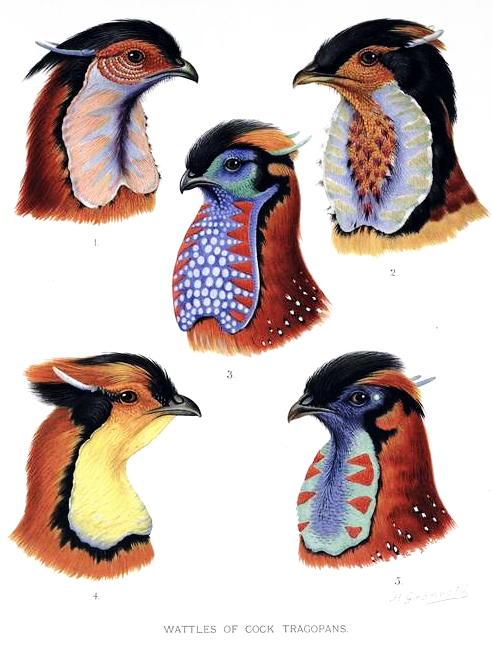
سر نر قرقاول شاخ‌دار

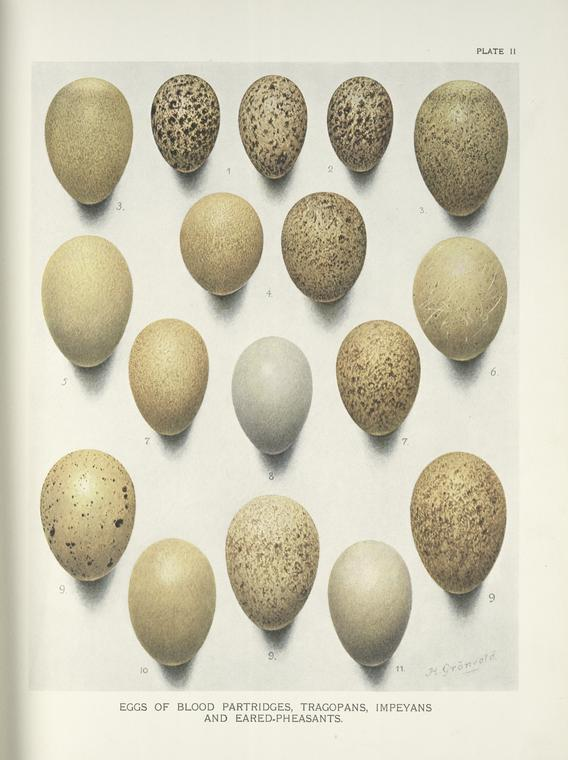
تخم قرقاول شاخ‌دار و دیگر قرقاول‌ها